# Souleymane Ly
Pour les articles homonymes, voir Ly.
Souleymane Ly (né le 23 octobre 1919 à Fada N'Gourma et mort le 12 décembre 1994 à Niamey) est un pédagogue et homme politique nigérien.

## Biographie

### Carrière dans l'enseignement
Souleymane Ly a fréquenté l'École normale William-Ponty. À partir de 1942, il occupe divers postes dans le système scolaire nigérien. D'abord directeur d'école à Gouré, il devient directeur adjoint de l'école de Zengou à Zinder en 1943 et directeur de l'école primaire de Tahoua en 1945. La même année, il devient secrétaire de la tutelle scolaire de la capitale Niamey. En 1957, Ly prend la direction d'une école à Dogondoutchi et en 1958 la direction de l'école régionale de Birni à Zinder. Il travaille ensuite à partir de 1960 comme inspecteur d'académie. Dans les années 1940 et 1950, aux côtés de Mahamane Dan Dobi, Zada Niandou et Djibo Yacouba, il est l'une des figures influentes de l'implantation de la vie théâtrale dans les centres urbains du Niger.

### Carrière politique
En 1961, un an après l'indépendance du Niger, Souleymane Ly passe à l'administration politique. Il a d'abord travaillé comme directeur de cabinet au ministère de l'Économie rurale. En 1963, il devient directeur de cabinet au ministère de la Défense, de l'Information et de la Jeunesse et en 1966 sous-commandant de district de Tillabéri. Ly est nommé sous-préfet d'Illéla en 1966 et sous-préfet de Mirriah en 1967, poste qu'il a occupé jusqu'en 1968.
Souleymane Ly a ensuite occupé le poste de directeur de l'École nationale d'administration. En 1971, il est nommé secrétaire général du gouvernement nigérien. Il démissionne de ce poste le 30 septembre 1974 et se consacre à nouveau à l'éducation pendant les vingt années qui suivent, jusqu'à sa mort, en tant que directeur du collège Lako à Niamey.

## Distinctions
- Croix de chevalier de l'ordre national du Mérite français (1973)
- Croix d'officier de l'ordre des Palmes académiques (1978)
- Grand-croix de l'ordre national du Niger (1993)